# Cratere Rachel
Rachel  è un cratere sulla superficie di Venere.